# Rapid River, Yukon/Alaska
Rapid River är ett vattendrag i Kanada och USA. Källorna ligger i Yukon i Kanada och mynningen i Alaska i USA.
Omgivningarna runt Rapid River är i huvudsak ett öppet busklandskap. Trakten runt Rapid River är nära nog obefolkad, med mindre än två invånare per kvadratkilometer.